# Arno Kunath

Arno Theodor Kunath bei seiner Ernennung im Jahr 1919 als Oberturnwart der Deutschen Turner

Arno Theodor Kunath (* 27. Februar 1864 in Neustadt in Sachsen; † 27. Oktober 1936 in Bremen) war ein deutscher Pädagoge, Turnlehrer und Sportschriftsteller.

## Biografie
Kunath absolvierte ab 1878 das Lehrerseminar in Bautzen und arbeitete danach bis 1884 als Hilfslehrer in Oberneukirch und in Gaußig. Als begabter Turner vertiefte er seine turnerische Ausbildung und schloss sie mit einer Fachprüfung ab. Als Turnlehrer war er zunächst in Leipzig tätig. Dort gründete er 1887 die erste Damen-Turnabteilung in Deutschland.
1890 wurde Kunath Turnlehrer des Allgemeinen Bremer Turnvereins – heute Allgemeiner Turn- und Sportverein Bremen von 1860, kurz Bremen 1860. Er begründete in Bremen 1892 das Frauen- und Mädchenturnen sowie 1893 das Altersturnen und andere Abteilungen für einzelne Sportarten. Er besuchte weitere Seminare und Lehrgänge im Sportbereich. Ab 1895 war er 25 Jahre lang Kreisturnwart des Turnerkreises Niederweser/Ems, Gauturnwart in Bremen und Leiter mehrerer Turnfeste. 1909 wurde er Mitglied des Turnausschusses der „Deutschen Turner“. Von 1919 bis 1926 war er Oberturnwart der Deutschen Turner (D.T.). Er führte bei der Deutschen Turnerschaft eine Organisation nach Fachsparten, darunter auch das Frauenturnen ein und sorgte dafür, dass eine einheitliche Bezeichnung der Turnübungen eingeführt wurde.
1915 wurde Kunath zum Oberturnlehrer in Bremen ernannt und lebte in Bremen. Dort wohnte er von 1920 bis zu seinem Tode 1936 in der Wernigerode-Straße 19, Bremen - Östliche Vorstadt. 1926 übernahm er den Unterricht an der Aufbauschule der Schule an der Hamburger Straße in Bremen, und 1931 wurde er als Seminaroberlehrer pensioniert.
Am 12. Oktober 1933 gründete Kunath in Bremen die Turnfahrt als freie Vereinigung, um nicht in das damalige NS-Regime zwangseingegliedert zu werden. Der Name der „Turnfahrt“ wurde 1936 ihm zu Ehren in „Arno Kunath Wanderriege“ (AKW) umbenannt. 2025 konnte die AKW das 92. Jahr ihres Bestehens feiern.
Kunath ist auf dem Riensberger Friedhof in Bremen im Familiengrab der Kunath (Grabstelle W357a) bestattet.
Teile seines Nachlasses befinden sich im Archiv des Niedersächsischen Instituts für Sportgeschichte sowie im Friedrich-Ludwig-Jahn-Museum in Freyburg an der Unstrut und im Archiv der Universität Bremen.

## Bilder

Arno Theodor Kunath mit einer Gruppe „Turnerinnen“ im Jahr 1904
Arno Theodor Kunath mit Bremer Turnern um 1904
Arno Theodor Kunath mit seinen Gruppe „Altersturnen“ am 18. November 1904 auf dem Weg von Bremen nach Fischerhude
Grabstein gestiftet 1936 vom „Deutschen Turnerbund Berlin“, Aufnahme vom 29. Juli 2017

## Ehrungen
- Aus Anlass seines Todes 1936 stiftete der Deutsche Turnerbund (D.T.), dessen Vorsitzender er von 1919 bis 1926 als Oberturnwart der Deutschen Turner war, die Grabstätte und den Grabstein mit der Inschrift „DEM OBERTURNWART DER DEUTSCHEN TURNERSCHAFT ARNO KUNATH SEINE DEUTSCHEN TURNER UND TURNERRINNEN“.
- Nach seinem Tod wurde die Turnfahrt in Arno Kunath Wanderriege umgetauft. Diese hat im Jahr 2025 ihr 92-jähriges Bestehen.
- Die Kunathstraße in Bremen in der Nähe des Weserstadions, wurde 1965 nach ihm benannt. (53° 4′ 7,5″ N, 8° 50′ 29″ O)
- 1988 erfolgte die Aufnahme in die Ehrengalerie des Niedersächsischen Instituts für Sportgeschichte Hoya (NISH).

## Nachkommen
Der am 1. September 1900 geborene einzige Sohn Arno Carl Kunath wurde Rechtsanwalt in Bremen. Empört über die antisemitischen Unterdrückungsmaßnahmen durch das NS-Regime fand er Wege, ausreisewilligen Juden beim Transfer ihres Vermögens ins Ausland zu helfen und so die Reichsfluchtsteuer zu umgehen. 1939 geriet er ins Visier der Gestapo, kurz darauf, in der Nacht vom 5. auf den 6. Juni beging Kunath Suizid im Bürgerpark. Seine Grabplatte befindet sich auf dem Familiengrab auf dem Riensberger Friedhof in Bremen.
Carls Schwester Hanna Kunath (11. Juni 1909 in Bremen – 12. Januar 1994 in Seevetal), die in der Verwaltung der Bremer Sportstätten arbeitete, wurde daraufhin entlassen. Sie war Pilotin und weigerte sich, anders als andere frühe Fliegerinnen, im Zweiten Weltkrieg Flugzeuge aus den Bremer Flugzeugwerken an die Front zu überführen.
Sie kümmerte sich bis zu ihrem Tode am 12. Januar 1994 um die Ausbildung von Frauen, die ihren Motorflugschein machen wollten.

## Werke
- Die Bezeichnung der Freiübungen., Arno Kunath, Paul Eberhardt Verlag, Leipzig 1910.
- Die Bezeichnung der Geräteübungen, Arno Kunath, Paul Eberhardt Verlag, Leipzig 1918.
- Freiübungen und Handgerätübungen der Turnerin, Lehrgang für Mädchen und Frauen in Schulen und Vereinen, von Arno Kunath, 27. März 1919, 373 Seiten, mit Text, Abbildungen, Noten, Format (B_H_D) 112 MM x165 MM x 15MM, Kartoneinband, Verlag von Carl Schünemann, Bremen
- Mädel komm zu mir, Volkstänze und Lieder, Arno Kunath, Albert Riesling, Friedrich Fuchs, Versandhaus der Deutschen Turnerschaft, Erich Eberhard, Leipzig, 1921. – 63 Seiten, mit Text, Noten und Tanzanweisungen.
- Mädel komm zu mir, Volkstänze u. Liederspiele, von Arno Kunath, Albert Riesling, Friedrich Fuchs, vierte vermehrte Auflage, 1. Juni 1921, Verlag: Carl Schünemann, Bremen, 76 Seiten, Format (B_H_D) 153 MM x 230 MM x 5 MM,
- Die Vorturnerin, Arno Kunath, 1922.
- Mein Vorturnerbuch, Arnon Kunath, 1924.
- Mein Vorturnerbuch, Arno Kunath, (19??), Zweiter Teil – Mittelstufe, 5. Auflage, 216 Seiten mit 156 Übungsbeispiele mit 606 Abbildungen, Format (B_H_D) 125 MM x170 MM x 15MM, Leinengebunden, Verlag: Wilhelm Klimpert-Verlag Berlin SW68
- Unfallverhütung beim Turnen Spielen, Schwimmen und Fechten insbesondere Hilfe bei Geräteübungen, Arno Kunath, (1919), Verlag: Carl Schünemann, Bremen, 40 Seiten, Format (B_H_D) 120 MM x 170 MM x 1,6 MM,
- Hermannslauf der Deutschen Turnerschaft 1925, Arno Kunath 1. November 1925, 111 Seiten, Verlag. Willi Simon, Druckerei und Verlagsanstalt m.b.H., Berlin M54, Schönhauser Allee 9, Format (B_H_D) 235 MM x155 MM x 5MM, Mit zahlreichen Fotos der Veranstaltungen und Veranstaltungsorte, Am Hermannslauf haben 137197 Turnerinnen und Turner aus 6236 Vereinen teilgenommen.